# No Rest for the Wicked
No Rest for the Wicked – album Ozzy’ego Osbourne’a. Pierwotnie wydany 22 października 1988 roku, doczekał się dwóch reedycji 22 sierpnia 1995 oraz 25 czerwca 2002 roku. Jest to pierwszy album nagrany z gitarzystą Zakkiem Wyldem.

## Lista utworów
Źródło.
1. „Miracle Man” (Daisley/Osbourne/Wylde) – 3:43
2. „Devil's Daughter” (Castillo/Daisley/Osbourne/Sinclair/Wylde) – 5:14
3. „Crazy Babies” (Castillo/Daisley/Osbourne/Wylde) – 4:14
4. „Breaking All the Rules” (Castillo/Daisley/Osbourne/Sinclair/Wylde) – 5:14
5. „Bloodbath In Paradise” (Castillo/Daisley/Osbourne/Sinclair/Wylde) – 5:02
6. „Fire In the Sky” (Castillo/Daisley/Osbourne/Sinclair/Wylde) – 6:24
7. „Tattooed Dancer” (Daisley/Osbourne/Wylde) – 3:53
8. „Demon Alcohol” (Castillo/Daisley/Osbourne/Wylde) – 4:27
9. „Hero” (Castillo/Daisley/Osbourne/Sinclair/Wylde) – 4:46

Ścieżki bonusowe (2002 Remaster)
1. „The Liar” (Daisley/Osbourne/Sinclair/Wylde)
2. „Miracle Man (na żywo)

## Tematyka
- Utwór „Miracle Man” porusza temat skandalu z udziałem teleewangelisty Jimmy’ego Swaggarta i jego kontaktów z prostytutką które wyszły na jaw w 1988 roku, oraz o powszechnej hipokryzji „telewangelistów” (w oczach Osbourne'a). W teledysku do piosenki Osbourne nosi na sobie maskę z podobizną Swaggarta, chodząc obok świń ze spodniami opuszczonymi do kostek, nosząc dookoła wielki kij z podobizną dolara.
- Piosenka „Crazy Babies” opowiada o dzieciach narkomanów.
- Utwór „Bloodbath in Paradise” jest na temat Charlesa Mansona i jego „rodziny”.
- Piosenka „Demon Alcohol” opowiada o uzależnieniu od alkoholu i zagrożeniach z tym związanych, tak samo jak utwór „Suicide Solution” z płyty „Blizzard of Ozz"

## Skład zespołu
- Ozzy Osbourne – wokal
- Zakk Wylde – gitara
- Bob Daisley – gitara basowa
- Randy Castillo – perkusja
- gościnnie: John Sinclair – klawisze